# Hình vành khăn

Hình minh họa theo phương pháp vi tích phân trực quan của Mamikon cho thấy diện tích của hai hình vành khăn có cùng độ dài dây cung lớn nhất là bằng nhau với mọi bán kính trong và ngoài.

Trong toán học, hình vành khăn (tiếng Anh: annulus, từ tiếng Latinh anulus / annulus, có nghĩa là "chiếc nhẫn nhỏ", số nhiều là anuli / annuli) là một vật hình nhẫn, phần mặt phẳng nằm giữa hai đường tròn đồng tâm.
Những hình vành khăn mở tương đương tô pô với cả hình trụ mở S1 × (0,1) và mặt phẳng thủng (punctured plane).

## Diện tích
Diện tích hình vành khăn là hiệu của diện tích hình tròn lớn bán kính R với diện tích hình tròn nhỏ bán kính r:
{\displaystyle A=\pi R^{2}-\pi r^{2}=\pi \left(R^{2}-r^{2}\right).}
Diện tích hình vành khăn được xác định dựa vào độ dài của đoạn thẳng dài nhất trong hình, tức dây cung tiếp tuyến với đường tròn phía trong, có độ dài 2d như hình minh họa. Có thể thể hiện phân tích này bằng định lý Pythagoras vì đoạn thẳng này tiếp tuyến với đường tròn nhỏ và vuông góc với bán kính r tại tiếp điểm, do đó d và r là các cạnh góc vuông của một tam giác vuông với cạnh huyền R và diện tích hình vành khăn được tính theo công thức:
{\displaystyle A=\pi \left(R^{2}-r^{2}\right)=\pi d^{2}.}
Cũng có thể áp dụng vi tích phân để tính diện tích bằng cách chia nhỏ hình vành khăn thành một số lượng hình vành khăn vô hạn với chiều rộng dρ nhỏ đến vô cùng và diện tích 2πρ dρ, sau đó giải tích phân từ ρ = r đến ρ = R:
{\displaystyle A=\int _{r}^{R}\!\!2\pi \rho \,d\rho =\pi \left(R^{2}-r^{2}\right).}
Diện tích hình quạt vành khăn với góc θ, θ đo bằng radian, được tính theo công thức:
{\displaystyle A={\frac {\theta }{2}}\left(R^{2}-r^{2}\right).}

## Cấu trúc phức
Trong giải tích phức, hình vành khăn ann(a; r, R) trong mặt phẳng phức là một tập mở được định nghĩa là:
{\displaystyle r<|z-a|<R.}
Nếu r bằng 0, tập này được xem là đĩa thủng (punctured disk) có bán kính R, tâm a.
Là tập hợp con của mặt phẳng phức, hình vành khăn có thể được coi là một mặt Riemann. Cấu trúc phức của hình vành khăn chỉ phụ thuộc vào tỷ lệ r/R. Mỗi hình vành khăn ann(a; r, R) có thể được ánh xạ chỉnh hình tới một hình vành khăn chuẩn tương ứng, dựa trên tâm cũ và với bán kính ngoài 1.
{\displaystyle z\mapsto {\frac {z-a}{R}}.}
Bán kính trong lúc này là r/R < 1.
Định lý ba vòng tròn Hadamard là một phát biểu về giá trị tối đa mà hàm chỉnh hình có thể nhận được trong một hình vành khăn.